# Johann Philipp Bauermeister
Johann Philipp Bauermeister (* 18. Oktober 1788 in Northeim; † 16. Januar 1851 in Rostock) war ein deutscher evangelischer Theologe. Er lehrte an der Universität Rostock.

## Leben
Johann Philipp Bauermeister war der Sohn des Northeimer Pfarrers Georg Heinrich Levin Bauermeister und dessen Frau Johanna Christina Antoinette, einer geborenen Eickmeier. Der Ehe entstammten außerdem drei Söhne, die später Jura studierten, und drei, die Theologie studierten.
Bauermeister studierte an der Georg-August-Universität Göttingen Theologie und Altphilologie. Die Fakultät für Theologie immatrikulierte ihn am 8. November 1808. Gegen Ostern 1812 wurden zwei Repetentenstellen frei. Die Fakultät empfahl zwei Studenten, Bauermeister und Georg Wilhelm Friedrich Freytag, weil sie bei ihnen Betragen, Fleiß und Talent entdeckte. Auch die Prüfungen bestanden die beiden Studenten. In der Folge wurden sie als Dozenten für die Theologie eingesetzt und waren damit die ersten Dozenten, die aufgrund einer neuen Regel täglich zwei Stunden in der Universitätsbibliothek arbeiten mussten.
Bis Ostern 1815 fungierte Bauermeister als Repetent. 1813 ernannte ihn die Fakultät für Philosophie zum Magister. Dies erklärt sich Johannes Tütken damit, dass der philosophische Magistergrad damals angesehener war als eine Stelle als Repetent.
Am 11. März 1815 wurde Bauermeister von der Universität habilitiert. Dazu verteidigte er seine Inauguraldissertation mit dem Titel Observationum in Hesiodi carmina specimen primum.
1816 wollte Bauermeister einerseits Assessor werden, andererseits die Lehrbefähigung erhalten. Dafür musste er je zwei Disputationen fertigen und es gab einige Verhandlungen. Schließlich hielt er zwei Disputationen über dieselbe Schrift, Johannis Chrysostoni Homiliae II. Edidit. Schließlich hielt er Vorlesungen an der Philosophischen und der theologischen Fakultät.
Die Universität Rostock ernannte Bauermeister 1819 zum ordentlichen Theologieprofessor. Ende Oktober nahm er dieses Amt an und wurde Nachfolger des Ludwig Dankegott Cramer. Als die Universität ihr 400. Jubiläum feierte, wurde er am 13. November 1819 zum Doktor der Theologie promoviert.
An der Universität fungierte Bauermeister dreimal als Dekan der theologischen Fakultät. In den Sommersemestern 1830, 1840 und 1841 des 777., 787. beziehungsweise 788. Rektors der Universität Rostock.
62-jährig starb Bauermeister 1851. Die Professur hatte er bis zu seinem Tode inne. Johannes Tütken merkt an, dass Bauermeister keinen Artikel in der Allgemeinen Deutschen Biographie erhalten habe und auch sonst nicht biografisch gewürdigt worden sei. In Bauermeisters Leben spielte sein Verhältnis mit Ernst August Philipp Mahn eine wichtige Rolle, so war dieser vermutlich auch für seine Berufung nach Rostock verantwortlich.

## Werke
- Observationum in Hesiodi carmina specimen primum. Amplissimi Philosophorum Ordinis Auctoritate ad consequendos summos in Philosophia honores Die Mart. XI A. MDCCCXV. Publice defendet. Auctor Joh. Phil. Bauermeister REgio Repetentium Theologiorum Collegio adscriptus. Societas Theol. Gotting. Sodalis. Gottingae Typis Henrici Dieterich (Göttingen 1815)
- Johannis Chrysostoni Homiliae II. Edidit Joh. Phil. Bauermeister Doct. Philos. Quarum alteram pro facultate legendi in Georgia Augustarite obtinenda die 2 April. A. MDCCCXVI. Alteram pro Assessoris honore die 3 April. A. eiusdem. Consentiente Amplissimo Philosophorum Ordine. Defendet editor. Gottingae, Typis Baieri (Göttingen 1816)
- Johannis Chrystostomi Homiliae II. In usum praelectionum recensuit Joh. Phil. Bauermeister, Phil. Doct. Artium Libb. Mag. et Facult. Philos. Gotting. Assessor. Gottingae, e libraria Vandenhoekio-Ruprectiana. MDCCCXVI.
- Jo. Phil. Bauermeisteri Philosoph. et Theol. D. huiusque P. P. O. in Academia Rostochiensi Commentarius in Sapientiam Salomonis librum Vet. Test. Apocryphum. Gottingae sumptibus Dieterichinis MDCCCXXVIII.
- De systemate Socianiorum dogmatico. Commentatio I–4 (Rostock 1830–1842)